# Veronica Lazăr
Veronica Lazăr (6 de octubre de 1938 – 8 de junio de 2014) fue una actriz nacida en Bucarest y nacionalizada italiana.

## Biografía
Inició su carrera en el teatro rumano, para luego ingresar en el ambiente cinematográfico italiano. Hizo su debut en el cine interpretando el papel de la esposa fallecida del personaje de Marlon Brando en la película de Bernardo Bertolucci El último tango en París, apareciendo además en otras películas del director como La Luna (1979), El cielo protector (1990) y Pasión (1998). Obtuvo reconocimiento internacional al interpretar el papel de la bruja Mater Tenebrarum en la película de terror Inferno de Darío Argento, en 1980, segunda parte de la trilogía de las tres madres.
Lazăr falleció en 2014, a los 75 años.

## Filmografía destacada

### Cine y televisión
- 2014 - Il giovane favoloso
- 2012 - Tú y yo (Io e te)
- 2012 - 6 passi nel giallo
- 2002 - Lara
- 2002 - El misterio de Ginostra
- 2001 - L'impero
- 2000 - El manuscrito del príncipe
- 1998 - Pasión
- 1996 - El síndrome de Stendhal
- 1995 - La storia di Chiara
- 1995 - Más allá de las nubes
- 1993 - Gioco perverso
- 1993 - La bionda
- 1990 - La storia spezzata
- 1990 - Verso sera
- 1990 - El cielo protector
- 1990 - El sol oscuro
- 1989 - Alquiler de verano
- 1989 - Berlin-Yerushalaim
- 1981 - Les ailes de la colombe
- 1981 - El más allá
- 1980 - Giacinta
- 1980 - Inferno
- 1979 - La luna
- 1978 - Le affinità elettive
- 1972 - El último tango en París